# Índice de progreso real

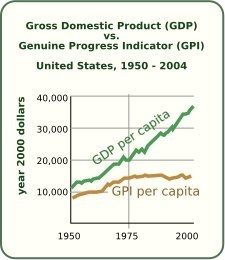

El Índice de progreso real, IPR o Índice de progreso genuino, IPG (en inglés Genuine progress indicator, GPI), es un indicador para medir el bienestar económico y el progreso social de un país. Se viene aplicando desde 1950. 
El IPR amplia el marco de la contabilidad tradicional incluyendo al alza las inversiones netas de capital y las inversiones en trabajo con el objeto de reflejar actividades no remuneradas por el mercado, como el trabajo doméstico no remunerado, el voluntariado y el cuidado de familiares. Contabiliza a la baja los costes derivados de la degradación ambiental y la pérdida de recursos naturales, las desigualdades de renta, la deuda externa y la delincuencia. Se considera un índice que tiene en cuenta valores ecológicos y el desarrollo sostenible como necesarios para el bienestar social. El IPR está diseñado para sustituir tanto al criticado Producto interno bruto (PIB) como indicador de progreso económico.

## Contenido del índice de progreso real
El IPR es similar al Índice de bienestar económico sostenible (IBES) aunque incluye más variables. El IPR está compuesto por más de veinte variables que no se recogen por el PIB o en el PIB per cápita, además diferencia entre el crecimiento económico que añaden bienestar y aquel que no lo hace. Este índice facilita, tanto a ciudadanos como políticos, unos valores más precisos en relación con la salud de la economía y su repercusión real en la sociedad a lo largo del tiempo.
En la economía estadounidense puede apreciarse que si bien PIB per cápita se ha duplicado desde 1950 hasta finales del siglo XX -en unos 50 años-, el IPR muestra unos datos no solo distintos sino contrarios: creció durante los años 50 y 60, para bajar -hasta un 45% desde 1970-. La caída del IPR per cápita ha ido aumentando desde el 11% en los 70 a un 2% en los 80 y hasta un 6% en los 90. Estos datos mostrarían que la economía real y el bienestar se han estancado.

## Datos y metodología del IPR
El IPR recoge los mismos datos de consumo personal que hace el PIB en valor monetario, pero además ajusta algunos factores (como la distribución de la renta), añade otros (como el valor de la actividad doméstica y de voluntariado) y elimina otros (como los costes de los delitos y de la contaminación).
- Delitos y divorcios. Costes económicos de daños, sistema judicial penal y carcelario; fracturas sociales, costes legales, médicos. El PIB trata estos gastos y su crecimiento como un añadido al bienestar, el IPR resta los costes derivados de delitos y divorcios, entre otros.
- Trabajo doméstico y voluntariado. Un gran parte del trabajo más importante socialmente se realiza en el ambiente doméstico y comunitario: cuidado de los niños, reparaciones caseras, trabajos voluntarios y otros de características similares. El PIB ignora estas actividades cuando no suponen intercambio monetario, el IPR incluye el valor del trabajo doméstico no remunerado calculando su coste como si se contratara a alguien para realizarlo.
- Distribución de la renta. La renta media o renta per cápita no recoge las diferencias entre ricos y pobres ni la distribución por capas sociales. Un mismo incremento de renta beneficia más a los sectores desfavorecidos por lo que el IPR crece cuando los pobres reciben un mayor porcentaje de la renta nacional y cae cuando su parte disminuye.
- Agotamiento de los recursos. Cuando se agota un recurso básico en el presente también se agota su disponibilidad futura por lo que no se está creando bienestar, sino más bien se toma de las generaciones futuras. El PIB cuenta estos recursos como ingreso (crecimiento), el IPR contabiliza como un coste el agotamiento o la degradación de las zonas húmedas, de los campos agrícolas y de los minerales y energías no renovables (incluyendo el petróleo).
- Contaminación. Es contabilizada por el PIB como una ganancia doble -cuando se genera y cuando se tiene que limpiar-, el IPR resta el coste de la contaminación a la salud humana y al medio ambiente.
- Daños ambientales de largo alcance. Tanto los efectos del cambio climático (desaparición de la capa de ozono) como la gestión de los residuos radiactivos son costes a largo plazo por el uso de los combustibles fósiles y nucleares. El IPR incluye estos costes.
- Trabajo y tiempo libre. El aumento del bienestar debería permitir que cuando los ciudadanos que viven en un país con alto bienestar reduzcan la jornada de trabajo y la semana laboral ganando tiempo libre, para el ocio, para la familia y otras actividades. El PIB no valora el tiempo libre ni la reducción de la jornada de trabajo, el IPR trata el ocio como la mayoría de ciudadanos lo hacen: como algo valioso que aporta calidad de vida y bienestar social, así, cuando el tiempo de ocio, en relación con la jornada de trabajo, se incrementa, el IPR sube.
- Gastos preventivos. El PIB cuenta como ingreso los gastos en bienestar general como seguros, facturas médicas, reparaciones de accidentes automovilísticos, gastos de transporte por traslado del hogar al trabajo y gastos en dispositivos que evitan o disminuyen la contaminación doméstica (filtros, aislamientos acústicos). El IPR trata estos gastos preventivos como costes no como beneficios.
- Vida útil de los bienes de consumo duraderos e infraestructuras públicas. El PIB equipara el valor que suponen las grandes compras de bienes de consumo (electrodomésticos, automóviles) con lo que cuesta comprarlos. Así se oculta la pérdida de bienestar que representan los productos que se fabrican precisamente para durar poco o que duran poco. El IPR considera el gasto como un costo y el valor de los servicios durante su vida útil (año tras año), como un beneficio. Esto es aplicable tanto a los bienes privados como a las infraestructuras públicas (autopistas, hospitales, escuelas).
- Dependencia de la deuda externa. Cuando un país acude a la deuda pública y en concreto a la deuda externa (financia su consumo con préstamos del exterior) ese país está viviendo por encima de sus posibilidades. Para el IPR los aumentos de las reservas de capital son aumentos del bienestar y los préstamos (la deuda) es una disminución del mismo. Además, si el dinero de esos préstamos se usa para inversiones, los efectos negativos se contrarrestan, pero si se usa para financiar el consumo, el IPR disminuye.[1][2][3][4]